# Pyrenophora tetrarrhenae
Pyrenophora tetrarrhenae är en svampart som beskrevs av A.R. Paul 1971. Pyrenophora tetrarrhenae ingår i släktet Pyrenophora och familjen Pleosporaceae.   Inga underarter finns listade i Catalogue of Life.